# Кізка
міні
Кі́зка — річка в Україні, в межах Бородянського та Вишгородського районів Київської області. Ліва притока Ірпеня (басейн Дніпра).
Довжина річки 23 км.
Бере початок в лісі з озера на північно-західній околиці села Блиставиця (Бородянський район), та за 2 км на південь від села Луб'янка (Бородянський район). Далі протікає повз село Луб'янка (Бородянський район), селами Вороньківка (влаштовано ставок), Синяк та Демидів і південніше села Козаровичі впадає у річку Ірпінь.
Останні 2 км перед впадінням у Ірпінь русло каналізоване, від нього відгалужується багато меліоративних каналів. Впадає у Ірпінь природним руслом.
Має багато приток, здебільшого з лівого боку. Одна з лівих приток носить назву Шевелуха (на військових картах має назву «Партизанська»), бере свій початок в межах села Гаврилівка, протікає територією села (влаштовано чималий ставок) і впадає в Кізку між селами Гаврилівка та Синяк.
Інша ліва притока - Лісовичка, бере свій початок західніше села Лісовичі, далі тече селами Миколаївка і Литвинівка, на південний захід від Демидова впадає у Кізку.